# Скрынник, Александр Станиславович
Александр Станиславович Скрынник (род. 26 июля 1991, Воронеж) — российский хоккеист, вратарь.

## Биография
Начинал заниматься хоккеем в ХК «Воронеж». С 2003 года — в системе ярославского «Локомотива». В сезоне-2006/07 провёл 4 матча в команде первой лиги «Северсталь-2» Череповец. В сезоне-2008/09 выступал за «Локомотив-2», затем — в МХЛ за «Локо». Сезон-2012/13 начал в команде ВХЛ «Титан» Клин. Проведя один матч, перешёл в команду МХЛ «Серебряные львы» Санкт-Петербург. Выступал за петербургский клуб ВХЛ «ВМФ-Карелия» / «СКА-Карелия» / «СКА-Нева» (2013/14 — 2016/17). В сезоне-2017/18 провёл 9 матчей за клуб КХЛ «Куньлунь Ред Стар» и 23 — за «КРС Хэйлунцзян» из ВХЛ. После двух сезонов, проведённых в команде ВХЛ «Лада» Тольятти, перешёл в «Салават Юлаев». В сезонах 2020/21 — 2021/22 выступал за фарм-клуб «Торос» из ВХЛ, провёл шесть матчей в КХЛ: пять — в начале сезона-2020/21, один — в конце сезона-2021/22. Играл в ВХЛ за «Нефтяник» Альметьевск (2022/23) и «Норильск» (2023/24). В мае 2024 года сообщалось о переходе Скрынника в белорусский «Шахтёр» Солигорск, но сезон-2024/25 он провёл в клубе чемпионат Казахстана «Актобе».